# Nouvelle danse française
La Nouvelle danse française également appelée Jeune danse française est un courant de danse contemporaine, né en France durant les années 1970, sous l'impulsion de quelques jeunes danseurs et chorégraphes (pas tous Français) voulant développer un langage chorégraphique se détachant de la danse moderne en plein essor aux États-Unis et de l'institution de l'Opéra de Paris,. Peuvent être cités notamment parmi les figures les plus influentes de cette période Carolyn Carlson, Dominique Bagouet, Daniel Larrieu, Maguy Marin, Jean-Claude Gallotta, Karine Saporta, Odile Duboc, Susan Buirge, François Verret, et le duo Joëlle Bouvier-Régis Obadia.

## Historique
Née au début des années 1970, la Nouvelle danse française est qualifiée ainsi à la fin de la décennie, notamment dans un ouvrage de Lise Brunel datant de 1980. Un élément très important dans l'essor de ce mouvement artistique est son institutionnalisation à partir de 1981 sous l'impulsion du Ministère de la Culture en France, qui crée notamment une dizaine de Centres chorégraphiques nationaux où sont nommés les chorégraphes les plus novateurs afin de développer dans de bonnes conditions leurs recherches et de les présenter au public en régions,. Auparavant ce mouvement a été fortement soutenu par le Centre national de danse contemporaine (CNDC) fondé à Angers en 1977 par Alwin Nikolais et par une manifestation culturelle annuelle de première importance pour les jeunes créateurs, le concours de danse de Bagnolet créé en 1969 par Jaque Chaurand, qui servit de catalyseur à l'expansion de la Nouvelle danse française en décernant des prix pour les jeunes talents. Ce concours consacra la plupart des chorégraphes notoires des deux décennies suivantes, tels que Dominique Bagouet, Claude Brumachon, Philippe Decouflé, Jean-Claude Gallotta, Daniel Larrieu, Angelin Preljocaj.
Par ailleurs, le Théâtre de la Ville, administré par la ville de Paris, à la même époque et sous l'impulsion de Jean Mercure puis de Gérard Violette, permet de révéler au grand public ces nouveaux chorégraphes français sur la scène nationale et internationale, en raison de la qualité et l'influence de sa programmation. Enfin la promotion en province de la Nouvelle danse se fait grâce à deux importants festivals : le Festival Montpellier Danse créé en 1981 et la Biennale de la danse de Lyon créée en 1984.